# 刑事法院

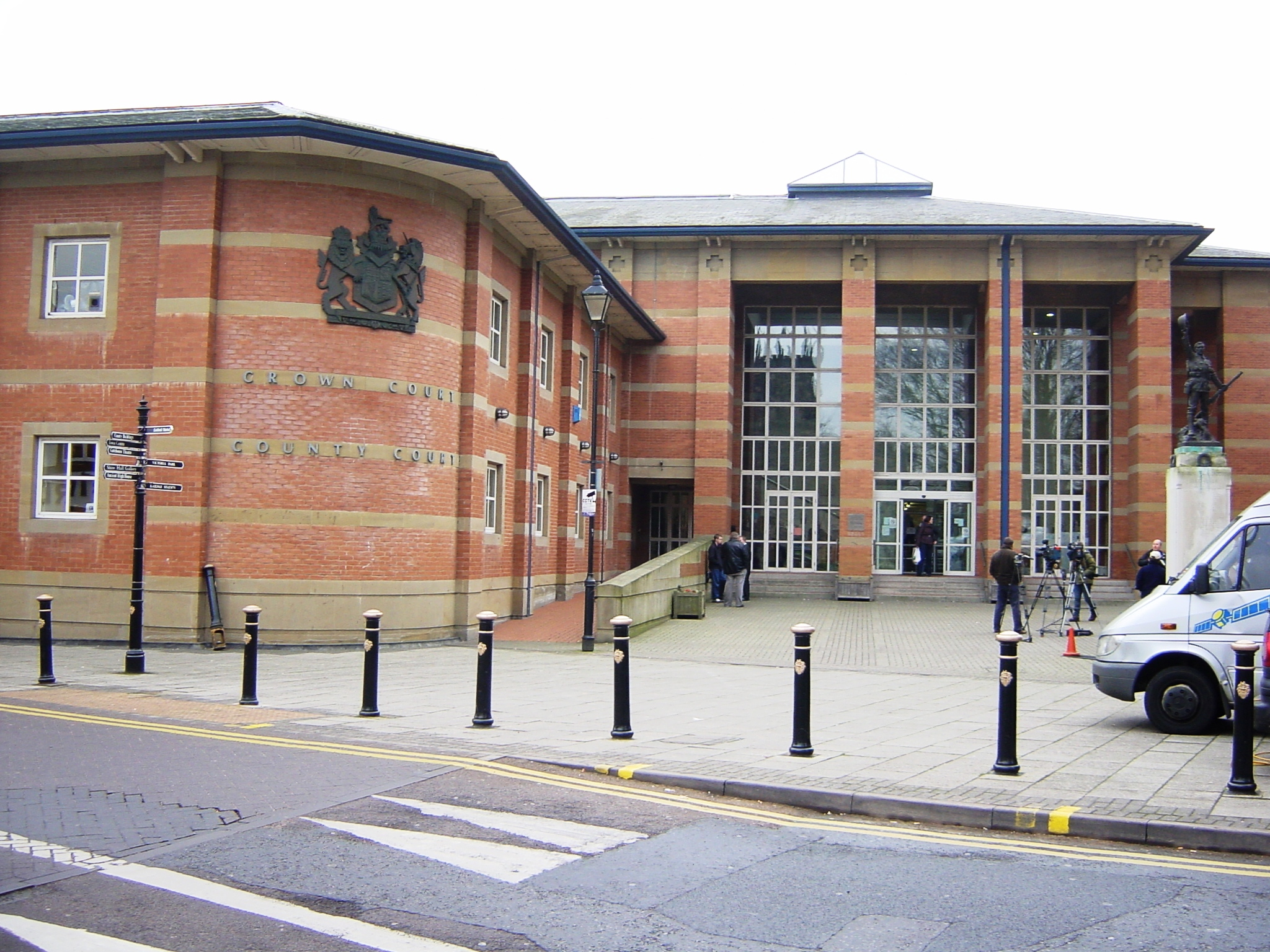
スタッフォード（イングランド）にある刑事法院と州裁判所

刑事法院 (けいじほういん、英: Crown Court) は、イングランドおよびウェールズにおける刑事事件を扱う裁判所である。
高等法院、控訴院とともに、イングランド・ウェールズ高等裁判所の一部門を構成する。刑事事件における上位の第一審裁判所であるが、階層的には高等法院及びその合議法廷よりも下位に置かれている。

## 組織

### 裁判官
刑事法院で通常職務を行う裁判官は、高等法院裁判官、巡回裁判官、市裁判官である。
- 高等法院裁判官

刑事法院には、20名以上の高等法院裁判官がおり、最も重大な事件を取り扱う。弁護士として刑事事件の経験のある高等法院王座部の裁判官が、刑事法院で執務していることが多い。
- 巡回裁判官 (circuit judge)

巡回裁判官は約600名いるが、多くの時間を刑事法院での執務に当てている巡回裁判官がほとんどである。刑事法院のトライアル件数の80%以上を担当している。大法官の推薦に基づき、国王に任命され、法廷弁護士（バリスター）又は事務弁護士（ソリシター）との兼務は認められていない。巡回裁判官は、通常、州裁判所 (County Court) で民事事件も担当しており、刑事法院と州裁判所の仕事の割合は裁判官によって異なる。
- 市裁判官 (recorder)

市裁判官は、開業している法廷弁護士又は事務弁護士がパートタイムで裁判官としての職務を行うものである。巡回裁判官と同様、大法官の推薦に基づき国王から任命され、弁護士として10年以上の経験が必要である。市裁判官は約1400人おり、刑事法院のトライアルの約15%を担当している。
事件の割り当ては、イングランドおよびウェールズ首席判事 (Lord Chief Justice) によって定められた訓令に基づいて行われる。殺人罪、強姦罪又はこれに準ずる、最も重い事件のみが高等法院裁判官に割り当てられ、その他の事件は巡回裁判官又は市裁判官に割り当てられる。
高等法院裁判官、中央刑事裁判所（オールド・ベイリー）で執務する全裁判官、及び執務する市の"honorary Recorder"の職を有する巡回裁判官は、法廷では「マイ・ロード」(My Lord) 又は「マイ・レディ」(My Lady) と呼ばれる。それ以外の巡回裁判官、市裁判官は「ユア・アナー」(Your Honour) と呼ばれる。

### 配置

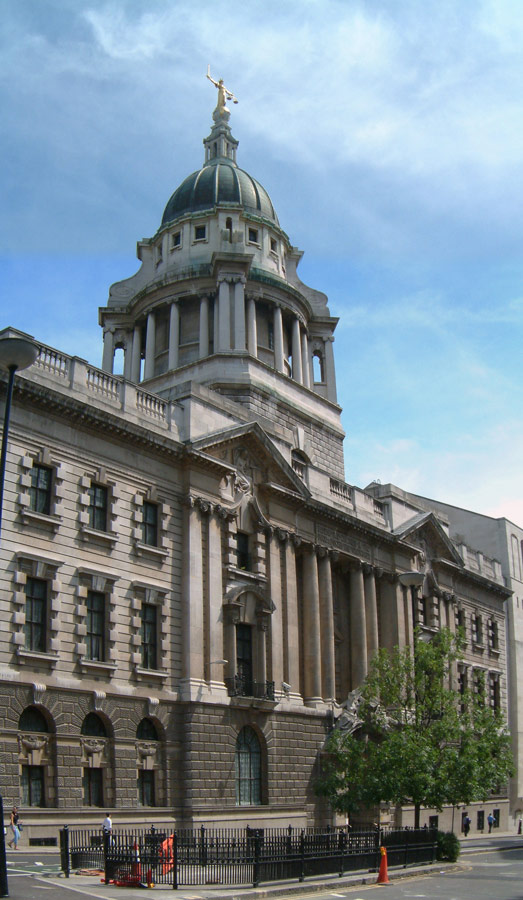
オールド・ベイリーこと中央刑事裁判所（ロンドン）

刑事法院は、イングランドおよびウェールズの77か所に設置されている。以前は、(1)ミッドランド、(2)北部、(3)北東部、(4)南東部、(5)ウェールズ及びチェスター、(6)西部の六つの巡回区に分かれていたが、現在は、(1)ミッドランド、(2)北東部、(3)北西部、(4)南東部、(5)南西部、(6)ロンドン、(7)ウェールズの七つの地区に分かれている。ウェールズ地区は、ウェールズ政府の立法権を執行するために追加された。中央刑事裁判所（オールド・ベイリー）は、もともと特別の国会制定法により設置されたが、現在は、刑事法院の一部となっており、ロンドンの主要な刑事裁判所の一つとなっている。
このように、刑事法院は多くの場所に設置されているが、個々が独立した組織なのではなく、全体として単一の裁判所である。したがって、どの法廷で事件を取り扱っても管轄の問題が生じない。
刑事法院の設置場所には、(1)巡回裁判官・市裁判官のほかに高等法院裁判官が配置され、刑事法院の事件のほかに高等法院の民事事件も処理するもの（第1種）、(2)少なくとも1名の高等法院裁判官が配置されて刑事事件を処理するが、民事事件は取り扱わないもの（第2種）、(3)高等法院裁判官が配置されないもの（第3種）がある。

## 職掌
刑事法院の職務は、大きく分けて次の4種類である。
1. 正式起訴に基づくトライアル
2. 治安判事裁判所から量刑のため送致された被告人に対する刑の宣告
3. 治安判事裁判所からの上訴
4. その他、民事雑事件（少年裁判所の保護命令に対する上訴等）

### トライアル
刑事法院は、正式起訴 (indictment) に基づくトライアルについて、専属的管轄を有する（治安判事裁判所では行うことができない）。
必ず刑事法院での正式起訴手続を行うべき正式起訴犯罪 (indictable-only offence) は、治安判事裁判所における予備審問の後に刑事法院に送られる。また、正式起訴手続でも治安判事裁判所での略式起訴手続でも審理できる選択的起訴犯罪 (offence triable either way) については、治安判事裁判所が正式起訴手続相当と判断する場合は刑事法院に送られる。ただし、治安判事裁判所が略式起訴手続相当と判断した場合であっても、被告人が正式起訴手続を希望する場合は刑事法院に送られる。
刑事法院でのトライアルは、原則としてすべて陪審により行われる（陪審制#イングランド及びウェールズ参照）。
2003～2004年度において、刑事法院では、トライアルに付された事件8万3247件を処理した。2万9752件の未済事件数を考えると、待ち時間は18.5週間と推定される（送致又は上訴の提起から審理開始までの時間）。この待ち時間の長さは、過去6年間に徐々に悪化している。無罪答弁に基づいて行われるトライアルの平均時間は、約7時間である。1日の平均審理時間は4.33時間であるから、無罪答弁がされた事件では1日半余りしかかかっていないことになる。

### 治安判事裁判所からの送致
治安判事は、次の場合には量刑のため事件を刑事法院に送致することができる。
- 選択的起訴犯罪について、治安判事が略式起訴手続で被告人に有罪判決を下した場合であって、治安判事裁判所が科すことのできる刑を超える量刑が相当と考えるときは、刑事法院に送致することができる。具体的には次の二つの場合である[16]。

1. 当該一つ又は複数の犯罪と、それと関連する一つ又は複数の犯罪が非常に重大で、治安判事裁判所が科すことのできる刑を上回る刑が相当であると考える場合
2. 凶悪犯罪又は性犯罪の事件で、公衆を重大な危険から守るために治安判事裁判所が科すことのできる刑を上回る自由刑が必要であると考える場合

- 選択的起訴犯罪について略式起訴がされ、被告人が有罪答弁をするつもりであることを表明し、治安判事が有罪判決を下した場合であって、関連事件が刑事法院に送致済みであるときは、量刑のため刑事法院に送致することができる[17]。

2003～2004年度において、刑事法院は、治安判事から刑の宣告のために送致された3万1018件の事件を処理した。治安判事は、(1)社会内更生命令や自由刑の執行猶予の条項に違反した場合にも、送致が行われることがある。裁判所の目標としては、刑の宣告のために送致された事件は10週間以内に審理が行われることとされている。

### 治安判事裁判所からの上訴
治安判事裁判所で有罪判決を受けた被告人は、(1)有罪答弁をしていた場合は量刑に対して、(2)そうでない場合は有罪認定又は量刑に対して、刑事法院に上訴することができる。
上訴事件の審理を終えた段階で、刑事法院は、原裁判の一部又は全部を維持、破棄、又は変更する権限がある。上訴について被告人に不利益な判断がされる場合、刑事法院は、治安判事が科すことができたいかなる刑でも科すことができ、もともと科されていたものより重い刑を科すこともできる。
2003～2004年度において、刑事法院は、治安判事裁判所で有罪とされた被告人からの、有罪認定又は宣告刑に対する上訴について、1万1707件の審理を行った。上訴事件の平均待ち時間は8週間余りであり、上訴した被告人のうち90％は14週間以内に判決を受けている。

## 刑事法院の判断に対する上訴
刑事法院が、正式起訴状に基づくトライアルが行われる事件（すなわち陪審審理が行われる事件）を扱う場合、上訴は、控訴院刑事部、そしてそこから貴族院に持ち込まれる。それ以外のすべての事件では、刑事法院からの上訴は事実記載書 (case stated) により高等法院合議法廷に持ち込まれる。

## 歴史
刑事法院は、1971年裁判所法により、それまでの巡回裁判所 (courts of Assize) 及び四季裁判所 (Quarter Sessions)に代えて、1972年に設置された。刑事法院がイングランドおよびウェールズ全域に及ぶ恒久的・統一的な裁判所であるのに対し、巡回裁判所は、周期的・地域的に、高等法院王座部の裁判官によって審理が行われる裁判所であった。王座部裁判官らは、イングランドおよびウェールズを分割した七つの巡回区を回り、法廷地で陪審を招集して事件の審理を行った。四季裁判所は、高等法院裁判官が取り扱うほど重大ではない刑事事件を処理するために、年4回招集された地域的な裁判所であった。
刑事法院と州裁判所は同じ建物の中にあることもあり、同じ陪審員を用いることもある。2005年4月にイギリス裁判所庁 (Her Majesty's Courts Service) が設置されてからは、刑事法院、州裁判所、治安判事裁判所の間で設備を共有する例が増えつつある。

## 法廷
法廷の正面、高くなった壇に、大きな裁判官席 (bench) がある。裁判官の階級は、着ている法服の色で識別することができる。裁判官に対する呼びかけ方は、その階級によってそれぞれ適切なものが違うが、「ユア・アナー」（閣下）が最も一般的なものである。裁判官は、法壇の脇にあるドアから、廷吏又は書記官の「コート・ライズ」（全員起立）という号令に引き続いて入廷する。廷吏又は書記官は、裁判官席の下の前方に座る。法廷内にいる者は、全員、裁判官に対する敬意を示すために、裁判官が入廷する時から裁判官が着席するまでの間、起立することが求められている。
書記官 (court clerk) は、法廷に向かって（すなわち裁判官と同じ向きに）座り、裁判官席よりは小さい机があり、そこには裁判所構内の他の場所（陪審員の集合場所や収監場所など）との連絡が必要な場合に用いられる電話がある。
裁判官席のすぐ前の場所には、音声記録係もいる。法廷の手続は、ダブルデッキのカセットレコーダーで記録され、時々、片方のテープが交換される。この記録は、事件が後に上訴された場合に用いられる。
これに加えて、速記で手続を記録する速記係 (court reporter) がいることもある。速記係は、速記タイプライターで、証人が話すのと同時に、特別なタイプ法を用いてキーを打って記録する。速記者がいない場合には、その代わりに、テープ記録係がいてテープの操作を行い、手続の記録が確実に保存されるようにしている。
書記官の向かい側には、廷吏 (usher) がいる。書面やその他の物、例えば陪審員からのメモや陪審に見せる証拠を法廷で受け渡す必要がある場合には、廷吏がこれを行い、廷吏以外の者は期日が開かれている間に法廷で歩き回らないのが通常である。
廷吏の後ろで、黒い法服と大きな白いかつら（ウィッグ）を着け、裁判官と向かい合っているのが、訴追側及び弁護側の法廷弁護士である。弁護側の法廷弁護士は、通常、陪審に最も近い位置にいる。最近では、法廷弁護士らは、机の上に、事件の関係書類のファイルのほかにノートパソコンも置いていることが多い。裁判官が着席したまま話すのと異なり、法廷弁護士らは裁判所に対して話しかけるときは必ず起立する。
法廷弁護士らの後ろに、又はこれと並んで助言役の事務弁護士（ソリシター）が座っている。訴追側の場合であれば、検察局 (Crown Prosecution Service) の代理人又は当該事件に関係する警察官である。警察官はトライアルの場合に多いのに対し、検察局代理人は量刑、答弁、訴訟運営の各審問やその他の事件で出てくることが多い。
法廷の後ろ、法廷弁護士らの背後には、半ば仕切られた、ドック（dock；鳥かご状の被告人席) と呼ばれる場所がある。ここは、被告人が座る（時々起立するように言われるが）所である。拘置職員がドックの中の被告人の近くに座っている。
法廷の後ろ（ドックと隣接していることが多い）にはまた、公衆が手続を傍聴できる狭いスペースがある。オールド・ベイリーなど一部の裁判所では、この傍聴席は被告人の上側に置かれている。
傍聴人は、通常、メモをとることが禁止されている。報道の記者は記者席に座らなければならない。記者席は、通常、訴追側の法廷弁護士と並んだ所に置かれている。記者は、ここに着席してメモをとる前に、廷吏に名乗らなければいけないのが通常しきたりとなっている。
弁護側の法廷弁護士の隣には、陪審員席 (jury box) がある。陪審はここから事件の手続を見る。陪審員は、待機席（陪審員席の隣の席）からこの陪審員席に呼ばれ、宣誓して職務に就く。陪審員は、一度宣誓すると、トライアルを通じて常に同じ席に着席する。陪審が見ないこととされている手続（証拠の許容性についての法的議論など）が行われる場合には、廷吏が法廷のすぐ外側にある部屋（ドックの後ろ側であることが多い）に陪審員らを案内して連れて行く。この部屋に入ることができるのは、陪審員と廷吏だけである。
陪審員席の反対側には、証人席がある。証人は、陪審がその証言態度を見ることができるように、陪審と向かい合って立ち、証言をする。これは、その証人が真実を述べているかを判断する助けとなる。
裁判官が、陪審を、評決を下すための評議に行かせるときは、廷吏が陪審員を小部屋に案内する。そこには、大きなテーブル、12脚のいす、トイレ、紙と鉛筆、廷吏を呼ぶためのボタン、他の者に評議の内容を明かさないようにとのよく目立つ掲示がある。廷吏は退室し、陪審は評決に達した時にボタンを押す。
評議中は、外部との接触は限られたものしか許されず、必ず廷吏を通さなければならない。陪審に許されているのは、(a) 休憩時間を求めること、(b) 更なる指示を求めるためときなど、裁判官にメモを渡すこと、(c) 評決に達したことを知らせることだけである。裁判官は、いつでも、再度説示を行うために陪審員を法廷に呼び戻すよう決定することができる。